# CHRONICLE 3
『CHRONICLE 3』（クロニクル スリー）は、日本のロックバンド、L'Arc〜en〜Cielのミュージック・クリップ集。2007年12月5日発売。発売元はKi/oon Records。

## 解説
2007年2月に発売した『CHRONICLE 0 -ZERO-』に続く、『CHRONICLE』シリーズ第4弾となるミュージック・クリップ集。ちなみに本作は、2007年8月から開始した「シングル・アルバム・DVD全6作品・5ヶ月連続リリース」の一環で発表されており、この企画に関連するリリース・イベントはこれが第5弾となった。
2001年に発売した21stシングル「Spirit dreams inside -another dream-」から、2005年に発売した28thシングル「Link」までのシングル表題曲8曲のミュージック・ビデオとCM映像、そしてクリップメイキング映像が収録されている。なお、本作には、第1弾の『CHRONICLE』、第2弾の『CHRONICLE 2』に入っていたアルバムリリース時に制作したCM映像は収録されておらず、シングルリリース時のCM映像のみが収められている。
本作には、『CHRONICLE』シリーズの定番となっている「各ミュージック・ビデオの間に挟んだオリジナルムービー」が収められている。今回の曲間映像のコンセプトは【2人の外国人エキストラが司会を務める通販番組】となっている。このムービーは架空の通販番組『TV SHOPPING CHRONICLE 3 -Check the price, buy it from us-』を舞台に、実用的でないシュールな商品や、何処にでもあるようなコモディティを珍品として紹介する内容になっている。例えば、自転車のギアのような鋭利な金属の突起物が付いたものを頭皮マッサージ器として紹介したり、ただのボックスティッシュを何枚も紙が出てくる最新商品として紹介している。ちなみに商品名には、本作に収録された楽曲のタイトルが付けられている。なお、この曲間映像のディレクションは安藤隼人が担当している。
フィジカルは通常盤（DVD）の1形態でリリースされている。また、初回限定仕様は2面デジパックケースとなっている。なお、パッケージの色は初回限定仕様が銀、それ以外が金と違ったカラーになっている。

## 収録曲
1. Spirit dreams inside -another dream-
ディレクター: 中島シンヤ
2. READY STEADY GO
ディレクター: 竹石渉
3. 瞳の住人
ディレクター: 竹内スグル
4. 自由への招待
ディレクター: 野田智雄
5. Killing Me
ディレクター: 野田智雄
6. New World
ディレクター: 野田智雄
7. 叙情詩
ディレクター: 小島淳二
8. Link
ディレクター: 野田智雄

＜Extra＞
- Spirit dreams inside -another dream- (TV Spot 30 sec ver)
- READY STEADY GO (TV Spot 30 sec ver)
- 瞳の住人 (TV Spot 30 sec ver)
- 自由への招待 (TV Spot 30 sec ver)
- Killing Me (TV Spot 30 sec ver)
- New World (TV Spot 30 sec ver)
- 叙情詩 (TV Spot 30 sec ver)
- Link (TV Spot 30 sec ver)
- Making of Music Clip

## クレジット
フィジカルに付属するブックレットより転載。日本語表記が確認出来ない部分に関しては原文ママとする。
- hyde：Vocal
- ken：Guitar
- tetsu：Bass
- yukihiro：Drum

| [Music Clips Staff] Spirit dreams inside -another dream- - Director: 中島シンヤ READY STEADY GO - Director: 竹石渉（DEEDRIVE） - Producer: Yoshiko Ishibashi（DEEDRIVE） - Styling: Koji Yukisada（KIKI）, Miho Kobayashi - Hair and Make up: 荒木尚子（paume） 瞳の住人 - Director: 竹内スグル - Producer: Shinya Inoue（OKNACK） - Styling: Koji Yukisada（KIKI） - Hair and Make up: 荒木尚子（paume） 自由への招待 - Director: 野田智雄 - Producer: Kazuhiko Iwasa（P.I.C.S.） - Styling: Tatsuhiro Nakaishi - Hair and Make up: 荒木尚子（paume） Killing Me - Director: 野田智雄 - Producer: Shinya Inoue（OKNACK） - Styling: 高見佳明, Koji Yukisada（KIKI） - Hair and Make up: 荒木尚子（paume） New World - Director: 野田智雄 - Producer: Shinya Inoue（OKNACK） - Styling: 高見佳明 - Hair and Make up: 荒木尚子（paume） 叙情詩 - Director: 小島淳二（teevee graphics） - Planner: 松岡公一（DENTSU INC.） - Producer: Shinya Kishiro（ROBOT） - Styling: 高見佳明 - Hair and Make up: 荒木尚子（paume） Link - Director: 野田智雄 - Producer: Shinya Kishiro（ROBOT） - Styling: 高見佳明 - Hair and Make up: 荒木尚子（paume） | [TV Special Staff] - Director: 安藤隼人 - Producer: Shinya Kishiro, Tadashi Shimizu - Production: ROBOT, P.I.C.S. - Cast: Walter Anthony, Ruth Ann Morizumi - Narration: 山内慶太郎, 藤井千夏 - Styling: Kumiko Mori - Hair and Make up: Toshihiko Shingu, Yoshiaki Kikuchi - Art Direction: Hiroshi Maeda（BONES GRAPHICS） - Illustration: Cow Chen - Design: Hiroshi Maeda, Nobuaki Iijima（BONES GRAPHICS） - A&R: Yuri Furukawa（Ki/oon Records）, Atsuya Iwasaki（Ki/oon Records） - Ki/oon Records Staff: Soh Fukuda, Kaichiro Shirai, Keitaro Hayashi（SMD）, Takuya Ishikawa（SMD) - Artist Management: MAVERICK - Management Staff: Ken-ichi Iida, Michiyo Kobayashi, Yoichiro Takeshita, Nobuyuki Akani, Misa Hanada, Kiyoshi Fukushima（THEO）, Atsushi Fujiwara（THEO）, Jason Reese（THEO） - Legal Representation: Takuya Yamazaki for Field-R - Executive Producers: 大石征裕（MAVERICK DC GROUP）, 中山道彦（Ki/oon Records） |